# Spharagemon
Spharagemon is een geslacht van rechtvleugeligen uit de familie veldsprinkhanen (Acrididae). De wetenschappelijke naam van dit geslacht is voor het eerst geldig gepubliceerd in 1875 door Scudder.

## Soorten
Het geslacht Spharagemon omvat de volgende soorten:
- Spharagemon bolli Scudder, 1875
- Spharagemon bunites Otte, 1984
- Spharagemon campestris McNeill, 1901
- Spharagemon collare Scudder, 1872
- Spharagemon crepitans Saussure, 1884
- Spharagemon cristatum Scudder, 1875
- Spharagemon equale Say, 1825
- Spharagemon marmorata Harris, 1841
- Spharagemon saxatile Morse, 1894